# 渡辺正彦
渡辺 正彦（わたなべ まさひこ）は、日本の男性アニメーション演出家。スタジオコクピット所属。

## 来歴・人物
東京都出身、現在埼玉県狭山市在住。
いまは無き「にっかつ芸術学院」を卒業、有限会社スタジオ　コクピットに入社する。すぐに東映動画（現、東映アニメーション）に出向して制作として働き始める。1984年から87年に記載がないのは、この当時アメリカのマーベル社のアニメ「トランスフォーマー（G1）」、「Jem」などで演出助手つとめていた為である。
『ポケットモンスター』シリーズでは、『DP』までオー・エル・エム自社回やスタジオたくらんけ・神楽が作画協力した回の演出を担当していた。その後は主にスタジオコクピット話数の制作進行を担当しており、『XY』の途中からはスタジオたくらんけ話数の演出にも復帰している。

## 参加作品

### テレビアニメ
1982年
- 機甲艦隊ダイラガーXV（1982年 - 1983年、製作進行）

1983年
- 光速電神アルベガス（製作進行）

1988年
- ひみつのアッコちゃん 第2作（1988年 - 1989年、演出助手）

1989年
- かりあげクン（1989年 - 1990年、演出助手）

1991年
- おばけのホーリー（1991年 - 1992年、絵コンテ）
- ゲッターロボ號（1991年 - 1992年、演出助手）
- キン肉マン キン肉星王位争奪編（1991年 - 1992年、演出）

1994年
- ママレード・ボーイ（1994年 - 1995年、演出助手）

1995年
- ご近所物語（1995年 - 1996年、演出助手）

1997年
- スーパーフィッシング グランダー武蔵（演出）

1999年
- スージーちゃんとマービー（演出）
- コレクター・ユイ（演出）
- 人形草紙あやつり左近（1999年 - 2000年、演出）

2000年
- コレクター・ユイ 第2期（演出）
- 遊☆戯☆王デュエルモンスターズ（2000年 - 2004年、演出）

2001年
- こみっくパーティー（演出）
- オフサイド（2001年 - 2002年、演出）
- ルパン三世 アルカトラズコネクション（演出）
- X -エックス-（演出）

2002年
- ポケットモンスター サイドストーリー（2002年 - 2006年、演出）
- ポケットモンスター アドバンスジェネレーション（2002年 - 2006年、演出）

2003年
- おもいっきり科学アドベンチャー そーなんだ!（2003年 - 2004年、演出）

2004年
- アガサ・クリスティーの名探偵ポワロとマープル（2004年 - 2005年、演出）

2006年
- 遊☆戯☆王デュエルモンスターズALEX（演出）※日本未公開
- NANA（2006年 - 2007年、演出）
- xxxHOLiC（演出）
- うたわれるもの（演出）
- オーバン・スターレーサーズ（2006年 - 2007年、演出）
- ポケットモンスター ダイヤモンド&パール（2006年 - 2010年、演出）
- スーパーロボット大戦OG -ディバイン・ウォーズ-（2006年 - 2007年、演出・OP演出・ED演出）
- 働きマン（演出）

2007年
- デルトラクエスト（2007年 - 2008年、演出）
- ハヤテのごとく!（2007年 - 2008年、演出）

2008年
- xxxHOLiC◆継（演出）
- 絶対可憐チルドレン（2008年 - 2009年、演出）
- クリスタル ブレイズ（演出）
- 薬師寺涼子の怪奇事件簿（演出）

2009年
- クッキンアイドル アイ!マイ!まいん!（2009年 - 2013年、演出）
- ティアーズ・トゥ・ティアラ（演出）
- うみねこのなく頃に（演出）
- 東京マグニチュード8.0（演出）
- WHITE ALBUM（演出）

2010年
- 薄桜鬼（演出）
- ポケットモンスター ベストウイッシュ（2010年 - 2012年、制作進行）
  - ポケットモンスター ベストウイッシュ シーズン2（2012年 - 2013年、制作進行）
  - ポケットモンスター ベストウイッシュ シーズン2 エピソードN（2013年、制作進行）
  - ポケットモンスター ベストウイッシュ シーズン2 デコロラアドベンチャー（2013年、制作進行）

2013年
- 魔界王子 devils and realist（演出）
- ポケットモンスター XY（2013年 - 2015年、演出・制作進行）
- カードファイト!! ヴァンガード リンクジョーカー編（2013年 -、演出）

2014年
- 未確認で進行形（演出）
- 曇天に笑う（演出） - 渡邉正彦名義

2015年
- ポケットモンスター XY&Z （2015年 - 2016年、演出）
- ジュエルペット マジカルチェンジ（演出）

2016年
- ポケットモンスター サン&ムーン（演出）
- リルリルフェアリル〜妖精のドア〜（演出）

2019年
- BAKUMATSUクライシス（演出）
- ダイヤのA actII（演出）
- 厨病激発ボーイ（演出）
- ACTORS -Songs Connection-（演出）

2020年
- ジビエート（演出）
- 放課後ていぼう日誌（演出）

2021年
- 遊☆戯☆王SEVENS（演出）
- さよなら私のクラマー（演出）
- ましろのおと（演出）
- ビルディバイド -＃000000-（演出）

2022年
- デート・ア・ライブIV（演出）
- 新テニスの王子様 U-17 WORLD CUP（演出）
- 不滅のあなたへ（演出）

2023年
- 異世界召喚は二度目です（演出）
- 勇者が死んだ!（演出）
- 江戸前エルフ（演出）
- おかしな転生（演出）
- キャプテン翼シーズン2 ジュニアユース編（演出）

2024年
- 悪役令嬢レベル99 〜私は裏ボスですが魔王ではありません〜（演出）
- ただいま、おかえり（演出）
- デート・ア・ライブV（演出）
- 出来損ないと呼ばれた元英雄は、実家から追放されたので好き勝手に生きることにした（演出）
- 黄昏アウトフォーカス（演出）
- 甘神さんちの縁結び（演出）
- 結婚するって、本当ですか（演出）

2025年
- マジック・メイカー 〜異世界魔法の作り方〜（演出）
- 没落予定の貴族だけど、暇だったから魔法を極めてみた（演出）
- サラリーマンが異世界に行ったら四天王になった話（演出）
- いずれ最強の錬金術師?（演出）
- 美男高校地球防衛部ハイカラ!（演出）
- うたごえはミルフィーユ（演出）

### OVA
- 湘南爆走族8 赤い星の伝説 （1992年、助監督）
- 湘南爆走族11 喧嘩の花咲く修学旅行 （1996年、助監督）

### 劇場アニメ
- 遠い海からきたCoo（1993年、助監督）
- Dr.スランプ アラレちゃん ほよよ!!助けたサメに連れられて… （1994年、助監督）
- Dr.スランプ アラレちゃん んちゃ!!わくわくハートの夏休み （1994年、助監督）
- スラムダンク 湘北最大の危機! 燃えろ桜木花道 （1995年、助監督）
- スペシャルプレゼント 亜美ちゃんの初恋 美少女戦士セーラームーンSuperS 外伝 （1995年、助監督）
- 劇場版ポケットモンスター アドバンスジェネレーション 裂空の訪問者 デオキシス （2004年、演出）
- 新暗行御史 （2004年、演出）
- 劇場版ポケットモンスター アドバンスジェネレーション ミュウと波導の勇者 ルカリオ （2005年、演出）

### ゲーム
- 桃太郎道中記 （1997年、制作進行）
- コスモウォーリアー零 （2000年、制作進行）

## 註
1. ↑  『ポケットモンスター』における作画協力は一般的なアニメの制作協力に当たる。